# Associação Atlética Guarany
A Associação Atlética Guarany, também conhecida como Guarany de Porto da Folha, é um clube de futebol brasileiro sediado em Porto da Folha, no estado de Sergipe.

## História

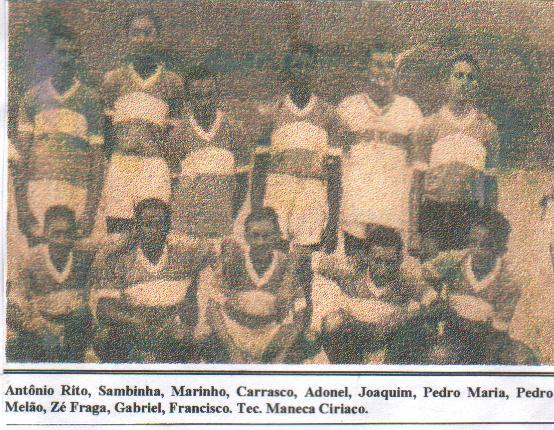
Primeiro elenco do Guarany, em 1940.

O Guarany foi fundado em 1° de janeiro de 1940 por jovens daquela época tendo com um dos seus fundadores o Sr. Maneca Siriaco, primeiro treinador do clube. O primeiro clube portofolhense a ser constituído por uma direção e um quadro de sócios, seu estatuto foi feito em 1979 pelo ex-presidente Genildo, então atleta e filho de Maneca Siriaco. O Galo do Sertão profissionalizou-se em 1988, onde conquistou seu primeiro título: a segunda divisão estadual.
O Guarany passou por várias dificuldades em sua história, como outros clubes do interior sergipano, e um dos mais difíceis foi quando um ex-funcionário recorreu à justiça para receber seus vencimentos atrasados, mas como não tinham condições de efetuar o pagamento, os bens do clube foram penhorados pela justiça para quitar o pagamento deste funcionário. Na época, a direção convocou a população local e torcedores criando o título de "Sócio Proprietário" onde cada torcedor teria parte do patrimônio do clube, e graças à campanha, a dívida foi quitada com sucesso.
Desde a sua profissionalização, disputa frequentemente a primeira e segunda divisão sergipana, conquistando quatro títulos desta última em 1988, 2001, 2018 e 2024. Em 2006, foi vice-campeão da copa estadual. Além disso, continua a ser um dos principais símbolos do futebol no sertão sergipano.

## Títulos
| ESTADUAIS | ESTADUAIS                       | ESTADUAIS | ESTADUAIS               |
|           | Competição                      | Títulos   | Temporadas              |
| --------- | ------------------------------- | --------- | ----------------------- |
|           | Campeonato Sergipano - Série A2 | 4         | 1988, 2001, 2018 e 2024 |
|           | Torneio Início                  | 1         | 1990                    |

### Outras conquistas
- Campeonato Sergipano Sub-20: 2006[8]